# Комшич, Желько
Желько Комшич (хорв. Željko Komšić; род. 20 января 1964, Сараево) — боснийский хорватский политический деятель и дипломат. С ноября 2006 по ноябрь 2014 года — член Президиума Боснии и Герцеговины от хорватской общины. Член Палаты представителей Боснии и Герцеговины с 2014 по 2018 год. Вновь избран членом Президиума в ноябре 2018 года и приведён к присяге 20 ноября вместе с другими членами Президиума Шефиком Джаферовичем (босняк) и Милорадом Додиком (серб). Был переизбран на четвёртый срок на всеобщих выборах 2022 года.
Председатель Президиума Боснии и Герцеговины в 2007—2008, 2009—2010, 2011—2012, 2013—2014, 2019—2020, 2021—2022 и 2023—2024 годах.
До 2012 года был видным деятелем Социал-демократической партии Боснии и Герцеговины, в 2013 году создал партию «Демократический фронт».

## Личная жизнь и образование
Желько Комшич родился 20 января 1964 года в Сараево.
Отец — Марко Комшич. Боснийский хорват. Марко Комшич впоследствии получил Орден Золотой лилии, который в то время был высшим государственным орденом, присуждаемым за боевые заслуги. Мать — Даница Станич (1941 — 1 августа 1992). Боснийская сербка, родом из села Костайница, вблизи Добоя. Дед по материнской линии — Мариян Станич. Являлся четником, умер за два года до рождения Комшича. Семья Комшича по отцовской линии родом из Киселяка. Дядя по отцовской линии был усташем, пропавшим без вести во время Второй мировой войны.
В 1988 году окончил Сараевский университет и получил степень бакалавра права юридического факультета. Также обучался в школе дипломатической службы им. Эдмунда А. Уолша Джорджтаунского университета. В 1992 году работал юристом.
Его выбрали представлять Боснию и Герцеговину на выборочном ежегодном Джорджтаунском семинаре лидеров в 2003 году. Его жена Сабина — этническая боснийка. У пары есть дочь по имени Лана.
Был одним из подписавших Декларацию об общем языке.
Является болельщиком сараевского футбольного клуба «Железничар» и имеет его членский билет, который был продлён в июле 2019 года.

## Боснийская война
В 1992 году поступил на службу в Армию Республики Босния и Герцеговина. Участвовал в Боснийской войне на стороне мусульман. За проявленную доблесть получил высшую награду Генерального штаба армии Боснии и Герцеговины — орден «Золотая лилия».

## Ранняя политическая карьера
В 1996—1998 годах являлся министром по делам перемещённых лиц и беженцев. В 1997 году вступил в Социал-демократическую партию Боснии и Герцеговины. В 1998—2000 годах возглавлял городской совет Сараево. В 2000—2001 годах был мэром муниципалитета Ново-Сараево. Он также два года был заместителем мэра Сараево. В 2001—2003 годах являлся послом Боснии и Герцеговины в Союзной Республике Югославии. В 2003 году вернулся в Сараево и занял должность заместителя мэра города. С 2004 по 2006 год вновь руководил муниципалитетом Ново-Сараево.

## Член Президиума (2006—2014)
Желько Комшич был кандидатом от СДП БиГ на хорватское место Президиум Боснии и Герцеговины на всеобщих выборах в Боснии в 2006 году. Он получил 116 062 голоса (39,6 % голосов избирателей) и был приведён к присяге 6 ноября 2006 года.

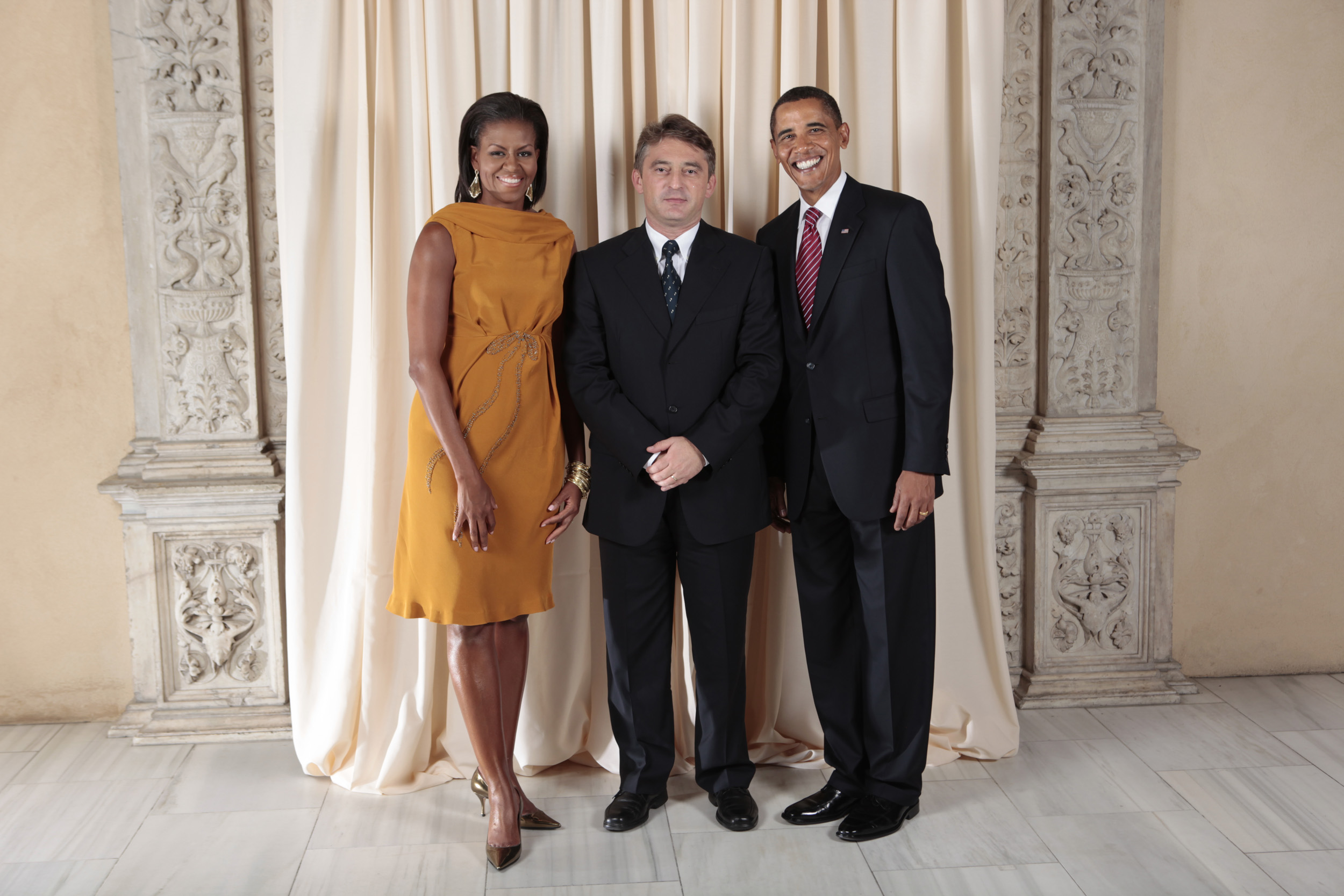
Желько Комшич с президентом США Бараком Обамой и первой леди Мишель Обамой в Метрополитен-музее в Нью-Йорке, 23 сентября 2009 года

На всеобщих выборах 2010 года Желько Комшич получил 337 065 голосов (60,6 % голосов избирателей).
Победа Комшича на выборах в 2010 году вызвала бурные споры со стороны хорватских политических представителей и в целом рассматривалась как проявление фальсификаций на выборах. Так, каждый гражданин Федерации может решить, голосовать за представителя от босняков или от хорватов. Однако, поскольку босняки составляют 70 % населения Федерации, а хорваты — только 22 %, кандидат, баллотирующийся от хорватов на пост президента, может быть фактически избран даже без большинства среди хорватской общины — если достаточное количество боснийских избирателей решит проголосовать за кандидата от хорватов. Это произошло в 2006 и 2010 годах, когда Комшич, будучи этническим хорватом, выиграл выборы, набрав очень немногочисленное количество голосов от хорватов.
В 2010 году он не выиграл ни в одном муниципалитете, в котором хорваты составляли большинство; почти все голоса достались Борьяне Кришто. Основная часть голосов, полученных Комшичем, пришлась на преимущественно боснийские районы.
Политик получил 336 961 голос избирателей, в то время как все остальные хорватские кандидаты в общей сложности набрали 230 000 голосов. Хорваты считают его нелегитимным представителем и обычно относятся к нему как ко второму боснийскому члену президиума. Это вызвало разочарование у хорватов, подорвало их доверие к федеральным институтам и усилило претензии на собственное образование или федеральную единицу.

### Внутренняя политика

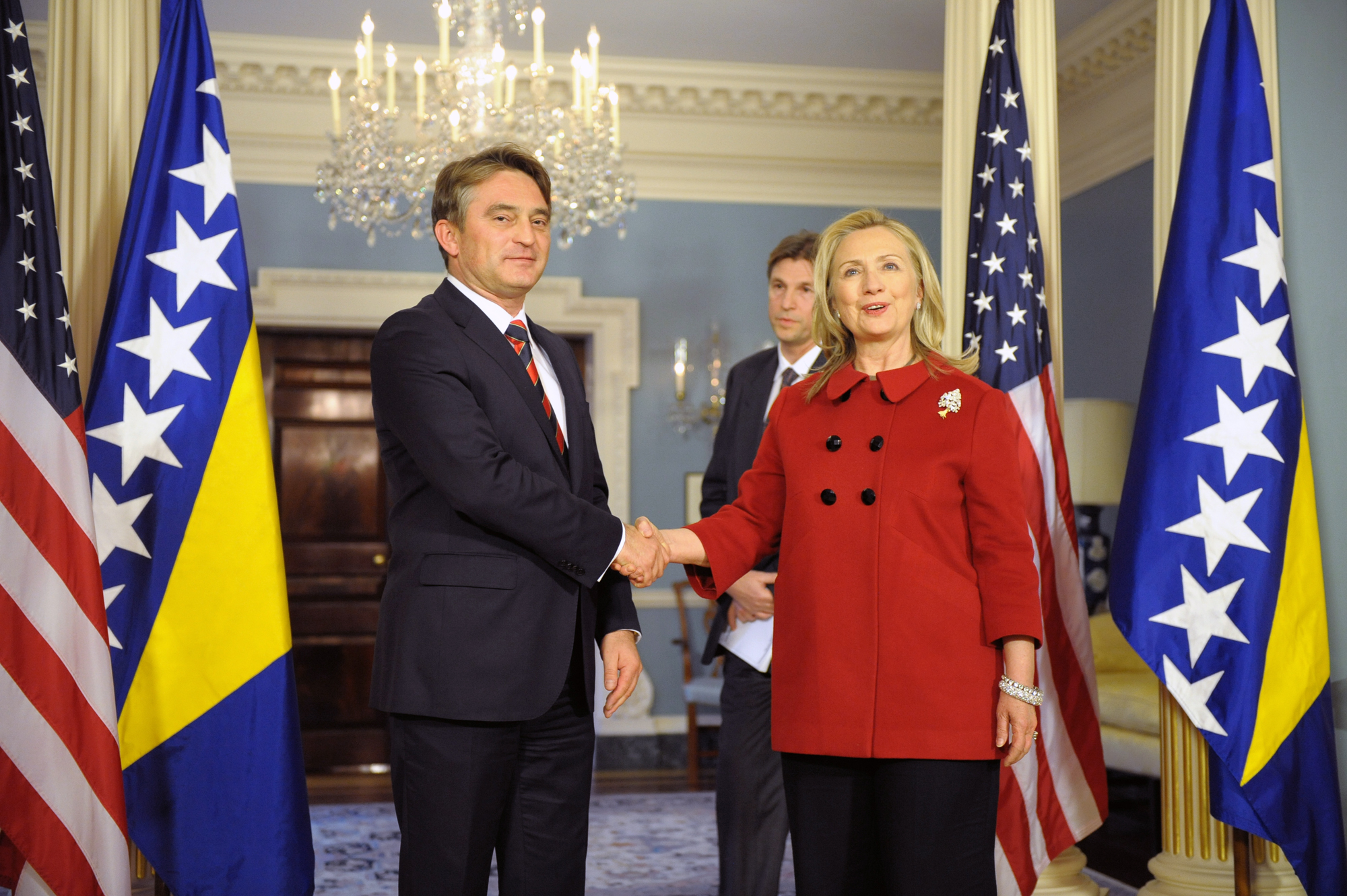
Встреча Желько Комшича с госсекретарём США Хиллари Клинтон в Вашингтоне, 13 декабря 2011 года

В мае 2008 года член Президиума от босняков Харис Силайджич заявил во время своего визита в Вашингтон, что в Боснии и Герцеговине есть только один язык и что он носит три названия. Его заявление вызвало негативную реакцию хорватских политических партий и премьер-министра Республики Сербской Милорада Додика. Комшич ответил Силайджичу, что не он будет решать, на скольких языках говорят в Боснии и Герцеговине.
Согласно исследованию, проведённому Национальным демократическим институтом по международным вопросам в 2010 году, был самым популярным политиком среди боснийцев.
Желько Комшич, покинув Социал-демократическую партию в июле 2012 года, вместе с другими диссидентами 7 апреля 2013 года основал «Демократический фронт».

## Член Президиума (с 2018)
Желько Комшич выдвинул свою кандидатуру на всеобщих выборах в Боснии и Герцеговины 11 января 2018 года, вновь баллотируясь в члены Президиума. На всеобщих выборах, состоявшихся 7 октября 2018 года, он снова был избран председателем, набрав 52,64 % голосов избирателей.

### Внутренняя политика

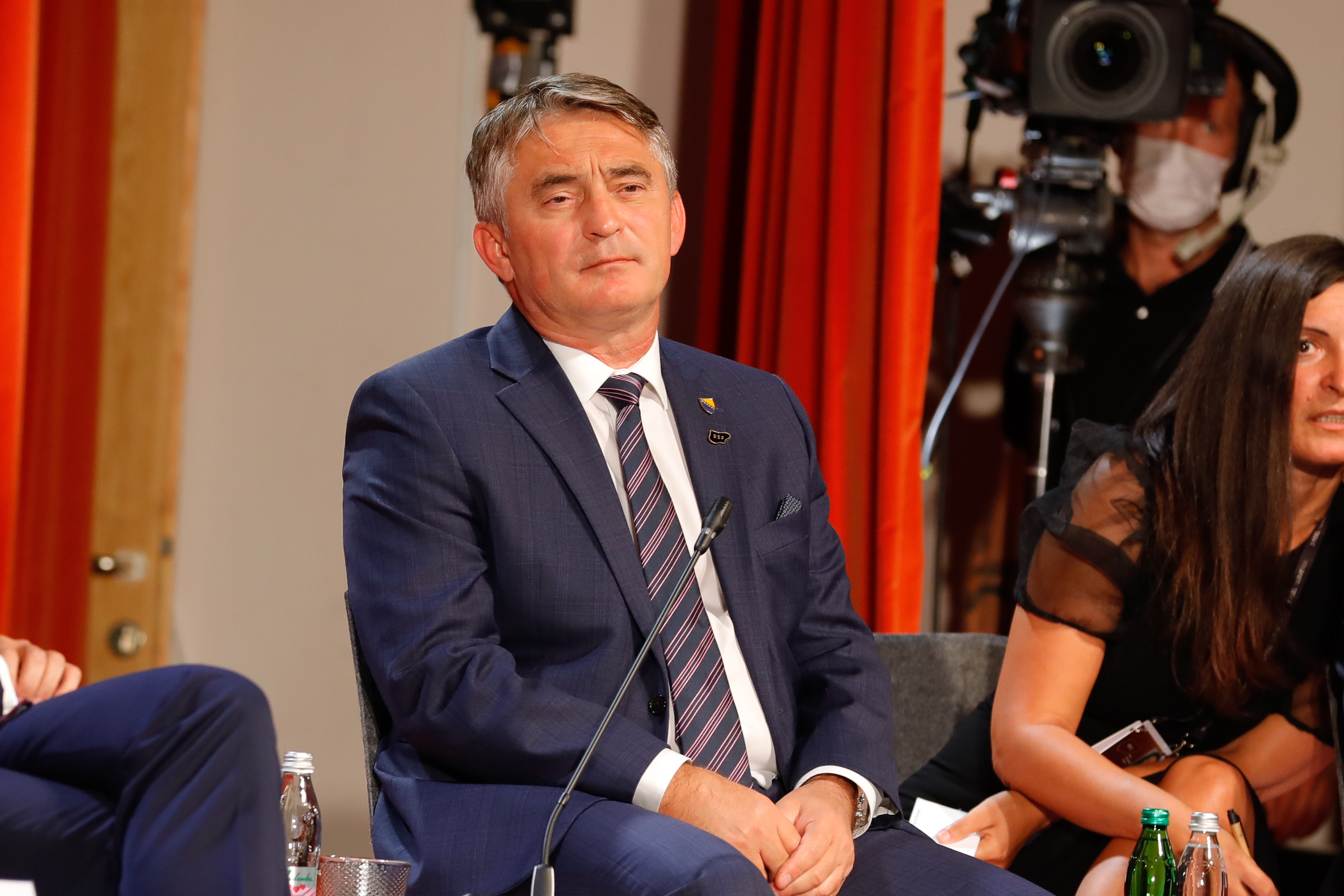
Комшич на Стратегическом форуме 2021 в Бледе

В марте 2019 года назначил своим советником сербского политика и бизнесмена Чедомира Йовановича.
20 июля 2019 года в рекордный пятый раз стал новым председателем Президиума на следующие восемь месяцев, сменив сербского члена Милорада Додика. Спустя восемь месяцев, 20 марта 2020 года, член Президиума от босняков Шефик Джаферович сменил Комшича на посту председателя Президиума.
22 мая 2021 года Комшич и Джаферович приняли участие в военных учениях армии США и вооружёных силами Боснии и Герцеговины на горе Маняча, в то время как Додик отказался на них присутствовать.
В ноябре 2021 года, после протестов горняков по поводу планов сокращения рабочих мест и заработной платы в Федерации Боснии и Герцеговины, Желько Комшич прокомментировал события, заявив: «Директор государственного электроэнергетического предприятия должен уйти в отставку, как только министр Джиндич и премьер-министр Новалич уйдут в отставку».
На всеобщих выборах 2022 года был переизбран на пост президента на рекордный четвёртый срок, получив 55,80 % голосов избирателей. Комшич был приведён к присяге в качестве члена Президиума 16 ноября 2022 года вместе с вновь избранными членами Денисом Бечировичем и Желькой Цвиянович.

#### Пандемия COVID-19
Поскольку в марте 2020 года в Боснии и Герцеговине началась пандемия COVID-19, Президиум объявил о размещении вооружёнными силами карантинных палаток на границах страны, предназначенных для боснийских граждан, возвращающихся домой. Каждый боснийский гражданин, прибывающий в страну, был обязан самостоятельно соблюдать карантин в течение 14 дней, начиная со дня прибытия. Палатки были установлены на северной границе с Хорватией.
2 марта 2021 года президент Сербии Александр Вучич прибыл в Сараево, где встретился с Комшичем и другими членами президентства, Джаферовичем и Додиком, и передал 10 000 доз вакцин AstraZeneca против COVID-19 для борьбы с пандемией COVID-19. 5 марта президент Словении Борут Пахор также прибыл в Сараево, встретился с Комшичем, Джаферовичем и Додиком и заявил, что Словения также предоставит 4 800 вакцин AstraZeneca COVID-19 для борьбы с пандемией.
В августе 2021 года Комшич и Джаферович поручили министерству безопасности быть готовыми к тушению лесных пожаров в Герцеговине, поскольку Додик отказался дать согласие боснийским вооружённым силам на использование своих военных вертолётов для тушения пожаров.

### Внешняя политика
Премьер-министр Хорватии Андрей Пленкович раскритиковал победу Комшича: «Мы снова находимся в ситуации, когда члены одного составного народа <…> избирают представителя другого, хорватского народа». Комшич заявил, что правительство Хорватии подрывает суверенитет Боснии и Герцеговину, и также объявил, что Босния и Герцеговина может подать в суд на Хорватию из-за строительства Пелешацкого моста. Строительство моста, оплачиваемое в основном за счёт средств Европейского союза, началось 30 июля 2018 года, чтобы соединить территорию Хорватии, и было поддержано главным оппонентом Комшича на выборах Драганом Човичем.
В декабре 2020 года отказался от присутствия на государственном визите министра иностранных дел России Сергея Лаврова из-за предполагаемого неуважения Лаврова к Боснии и Герцеговине и решения сначала посетить только лидера боснийских сербов Милорада Додика, а затем членов Президиума. Вскоре после этого Шефик Джаферович тоже отказался присутствовать на визите Лаврова по тем же причинам, что и Комшич.
В сентябре 2021 года Комшич отправился в Нью-Йорк, чтобы выступить перед Генеральной Ассамблеей ООН. 21 сентября он там провёл двусторонние встречи с генеральным секретарём ООН Антониу Гутерришем и президентом Австрии Александром Ван дер Белленом. 22 сентября Комшич выступил перед Генеральной ассамблеей, говоря о политических проблемах в Боснии и Герцеговине, пандемии COVID-19 и изменении климата. 23 сентября он встретился с президентами Черногории и Косово Мило Джукановичем и Вьосой Османи.
В ноябре 2021 года принял участие в 26-й конференции ООН по изменению климата, где его приветствовали премьер-министр Великобритании Борис Джонсон и Антониу Гутерриш.

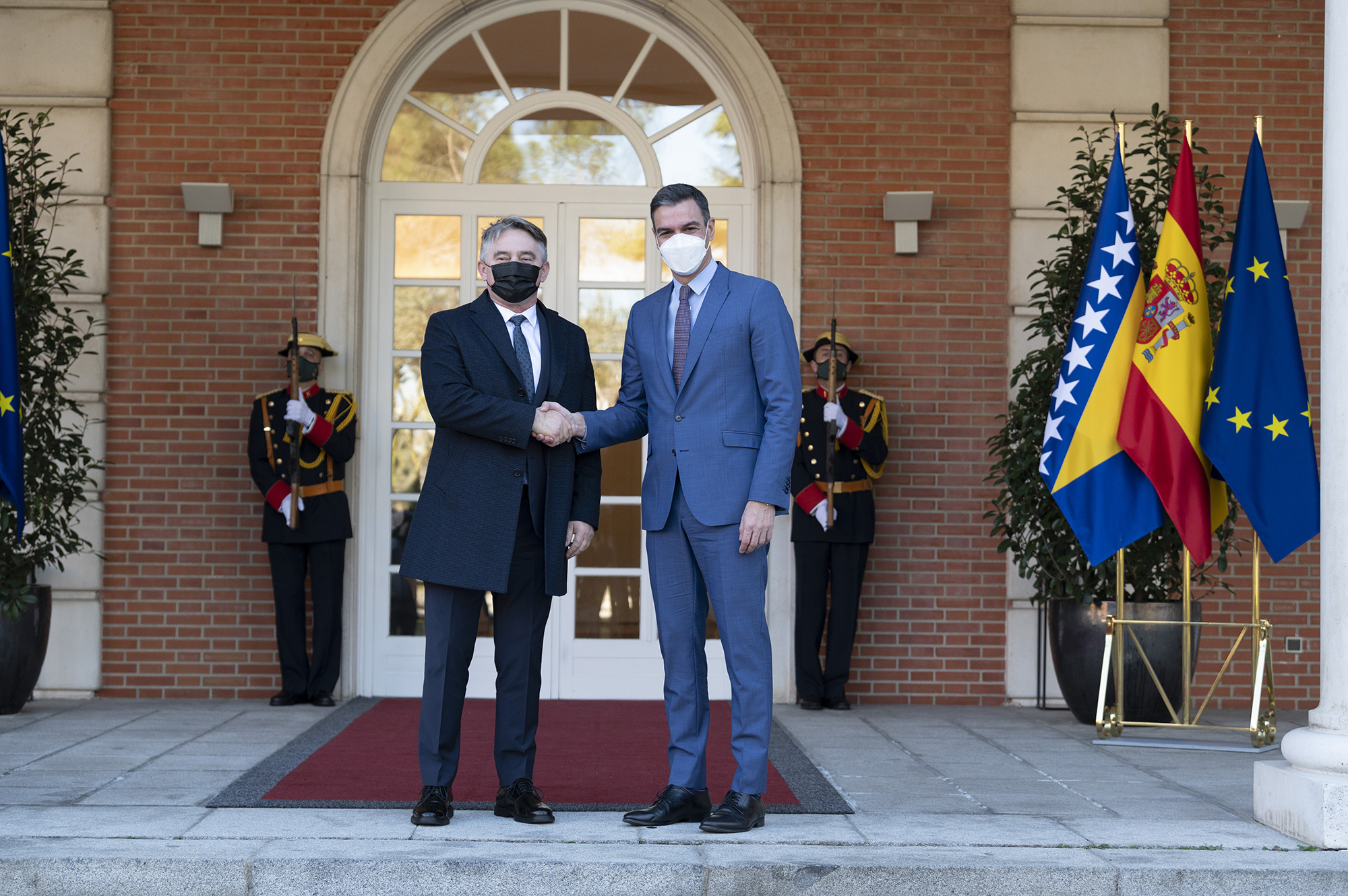
Желько Комшич с премьер-министром Испании Педро Санчесом 9 февраля 2022 года

17 января 2022 года встретился в Ватикане с Папой Франциском. После их встречи Франциск похвалил Комшича, сказав, что «он хороший человек». 9 февраля политик отправился в Мадрид, где провел двустороннюю встречу с премьер-министром Испании Педро Санчесом, а также поговорил с королём Филиппом VI.
После того, как 21 февраля Россия признала независимость ДНР и ЛНР, Желько Комшич решительно осудил «нападение России на территорию Украины». После начала полномасштабного вторжения России на Украину Комшич сказал, что Босния и Герцеговина поддержит Украину в пределах своих возможностей.

#### Европейский союз

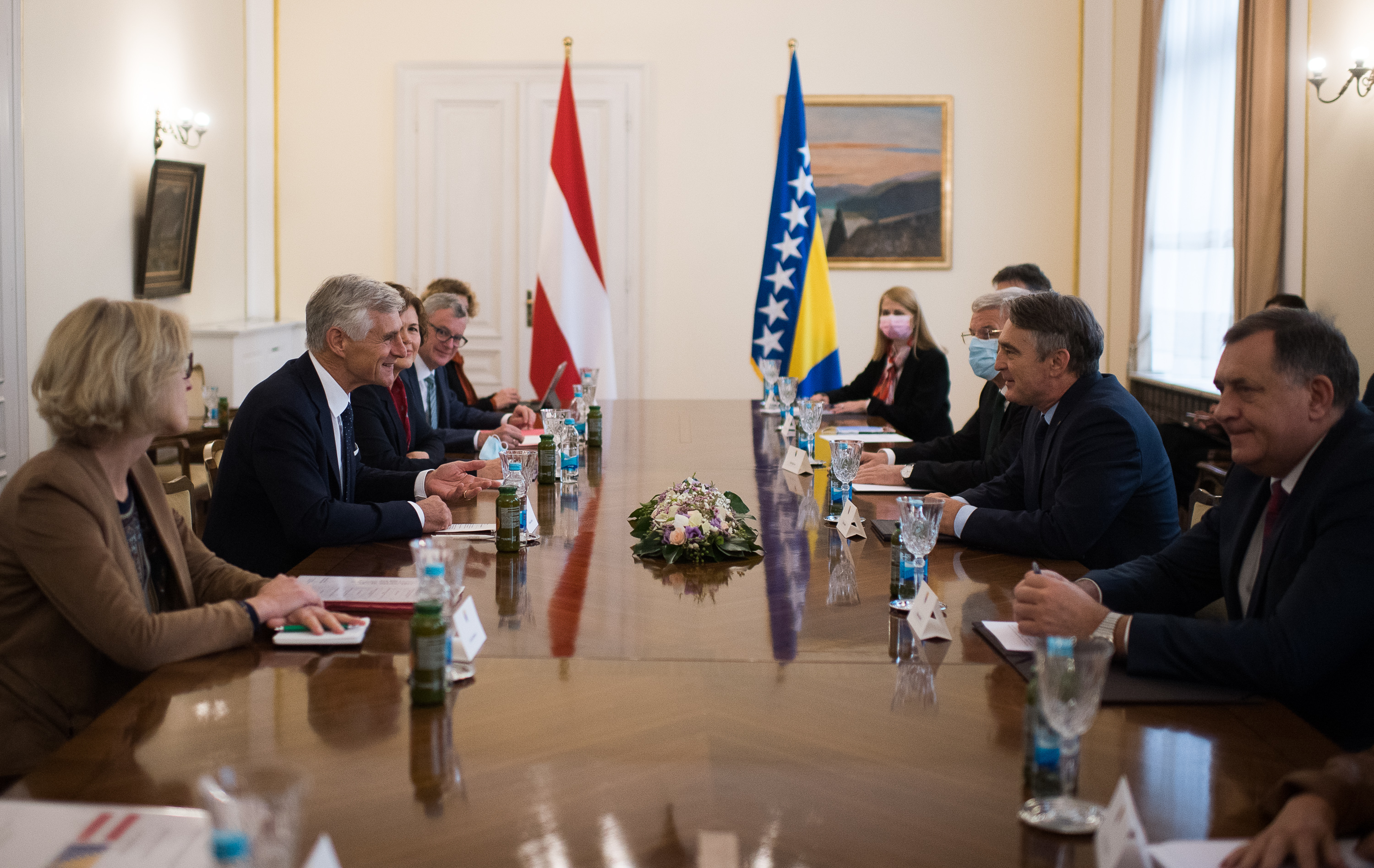
Желько Комшич на встрече с министром иностранных дел Австрии Михаэлем Линхартом 15 октября 2021 года

В сентябре 2020 года Желько Комшич вместе с его коллегами — членами Президиума — заявил, что статус кандидата в ЕС для Боснии и Герцеговины возможен в 2021 году, если страна «проведёт успешные реформы».
30 сентября 2021 года Комшич, Джаферович и Додик встретились с президентом Европейской комиссии Урсулой фон дер Ляйен в здании президиума в Сараево.
1 декабря Комшич и Джаферович встретились с государственным министром Германии по Европе Михаэлем Ротом. Основными темами встречи которого стали политическая ситуация в Боснии и Герцеговине, процессы реформ и деятельность страны на пути к ЕС.

#### Отношения с Турцией
16 марта 2021 года Комшич, Джаферович и Додик отправились с государственным визитом в Турцию, чтобы встретиться с президентом Турции Реджепом Тайипом Эрдоганом. Находясь там, Эрдоган пообещал пожертвовать Боснии и Герцеговине 30 000 вакцин против COVID-19 для борьбы с пандемией COVID-19. Также на встрече Босния и Герцеговина и Турция договорились о взаимном признании и обмене водительскими удостоверениями, а также о подписании соглашения о сотрудничестве в области инфраструктуры и строительных проектов, которое также касается строительства автомагистрали из Сараево в Белград.
27 августа 2021 года Эрдоган прибыл в Сараево с государственным визитом в Боснию и Герцеговину и встретился со всеми тремя членами Президиума, поговорив о расширении экономического и инфраструктурного сотрудничества, а также обсудив строительство автомагистрали из Сараево в Белград.

#### Балканские неофициальные документы
В апреле 2021 года Комшич направил министрам иностранных дел ЕС неофициальный документ, в котором резко критиковал делегации ЕС за их слишком хорошее отношение к националистическим боснийским партиям «Союз-независимых социал-демократов» (HDZ BiH) и «Хорватское демократическое содружество Боснии и Герцеговины» (SNSD). Его статья посвящена влиянию России, вмешательству Хорватии и Сербии во внутренние дела Боснии и Герцеговины и сочетанию отношений между HDZ BiH и SNSD, а также критике плохого поведения Европейского союза в Боснии и Герцеговине. В том же месяце Комшич отреагировал на предполагаемый неофициальный документ, направленный премьер-министром Словении Янезом Яншей, относительно возможных изменений границ на Западных Балканах, заявив: «Всё это уже организовано, и только Бог знает, каков будет результат».

## Награды
- Орден Золотой Лилии I степени (1995).